# بنک آو ایندیا
بنک آو ایندیا (انگلیسی: Bank of India) شرکت دولتی خدمات مالی و بانکداری هندی است، که در سال ۱۹۰۶ تأسیس شد.